# Robert Robinson (basket-ball)
Pour les articles homonymes, voir Robert Robinson et Robinson.
Robert Lloyd Jackson « Jackie » Robinson, né à Fort Worth (Texas) le 26 avril 1927 et mort à Augusta (Géorgie) le 8 février 2022, est un joueur américain de basket-ball. Il évolue au poste d'arrière.

## Biographie
Au décès de Vince Boryla, survenu le 27 mars 2016, il devient le dernier survivant de l'équipe victorieuse des jeux olympiques en 1948.

## Palmarès
- Champion olympique 1948